# SheBelieves Cup 2022
Der SheBelieves Cup 2022 für Frauenfußballnationalteams fand vom 17. bis 23. Februar 2022 in den Vereinigten Staaten statt. Er war die siebte Austragung dieses Turnieres. Teilnehmer waren Rekord-Weltmeister und Gastgeber USA sowie Rekord-Ozeanienmeister Neuseeland, Island und Tschechien, die erstmals teilnahmen. In der FIFA-Weltrangliste vom Dezember 2021 belegten die vier Mannschaften die Plätze 1 (USA), 16 (Island), 22 (Neuseeland) und 24 (Tschechien). Für die März-Weltrangliste gelten die Spiele als Freundschaftsspiele, in denen nicht beide Mannschaften in der TOP 10 der FIFA-Weltrangliste der Frauen sind. Für zwei der vier Mannschaften diente das Turnier auch als Vorbereitung auf die WM-Qualifikationsspiele im April, bei dem Island und Tschechien wieder aufeinander trafen, für Island auch auf die EM 2022. Neuseeland war Co-Gastgeber der WM 2023.
Vier Spiele fanden im Dignity Health Sports Park in Carson und zwei im Toyota Stadium in Frisco statt, die beide mit Naturrasen ausgestattet sind.
Es war die erste Austragung, an der Carli Lloyd, die bei den vorherigen sechs Austragungen als einzige Spielerin in allen Spielen der USA eingesetzt wurde, nicht teilnahm, da sie im Oktober 2021 ihre Nationalmannschaftskarriere beendet hatte.

## Spielergebnisse
| Pl. | Land       | Sp. | S | U | N | Tore    | Diff. | Punkte |
| --- | ---------- | --- | - | - | - | ------- | ----- | ------ |
| 1.  | USA        | 3   | 2 | 1 | 0 | 010:000 | +10   | 07     |
| 2.  | Island     | 3   | 2 | 0 | 1 | 003:600 | −3    | 06     |
| 3.  | Tschechien | 3   | 0 | 2 | 1 | 001:200 | −1    | 02     |
| 4.  | Neuseeland | 3   | 0 | 1 | 2 | 000:600 | −6    | 01     |

|                                                                                |   |            |           |
| 17. Februar 2022 um 17:00 Uhr PST (18. Februar um 2:00 Uhr MEZ) in Carson      |   |            |           |
| Island                                                                         | – | Neuseeland | 1:0 (1:0) |
| 17. Februar 2022 um 20:00 Uhr PST (18. Februar um 5:00 Uhr MEZ) in Carson      |   |            |           |
| USA                                                                            | – | Tschechien | 0:0       |
| 20. Februar 2022 um 12:00 Uhr PST (21:00 Uhr MEZ) in Carson                    |   |            |           |
| USA                                                                            | – | Neuseeland | 5:0 (4:0) |
| 20. Februar 2022 um 15:00 Uhr PST (24:00 Uhr MEZ) in Carson                    |   |            |           |
| Tschechien                                                                     | – | Island     | 1:2 (0:2) |
| 23. Februar 2022 um 17:00 Uhr CST (24. Februar 2022 um 0:00 Uhr MEZ) in Frisco |   |            |           |
| Neuseeland                                                                     | – | Tschechien | 0:0       |
| 23. Februar 2022 um 20:00 Uhr CST (24. Februar um 3:00 Uhr MEZ) in Frisco      |   |            |           |
| USA                                                                            | – | Island     | 5:0 (2:0) |

Die Platzierungen erfolgen anhand folgender Kriterien:
1. Punkte aus allen Spielen (3 Punkte für einen Sieg, 1 Punkt für ein Remis)
2. Tordifferenz aus allen Spielen (musste nicht herangezogen werden)
3. Anzahl Tore in allen Spielen (musste nicht herangezogen werden)
4. Direkter Vergleich  (musste nicht herangezogen werden)
5. Fairplay-Wertung (musste nicht herangezogen werden)

## Torschützinnen
| Rang | Spielerin        | Tore |
| ---- | ---------------- | ---- |
| 1    | Mallory Pugh     | 3    |
| 2    | Catarina Macário | 2    |

| Rang | Spielerin              | Tore |
| ---- | ---------------------- | ---- |
| 3    | Natasha Anasi 1        | 1    |
|      | Dagný Brynjarsdóttir   | 1    |
|      | Selma Sól Magnúsdóttir | 1    |
|      | Michaela Khýrová 1     | 1    |

| Rang | Spielerin      | Tore |
| ---- | -------------- | ---- |
| 3    | Ashley Hatch   | 1    |
|      | Kristie Mewis  | 1    |
| ET   | Meikayla Moore | 3    |

## Schiedsrichterinnen
0  Laura Fortunato  Edina Alves Batista  María Carvajal  Danielle Chesky
 Ekaterina Koroleva  Natalie Simon